# Meso
Meso koje služi za prehranu čovjeka čini sirovo ili prerađeno mišićno tkivo stoke, peradi, divljači, ribe, mekušaca, školjki, rakova, puževa i žaba. Ono je važan dio čovjekove prehrane radi velikog udjela bjelančevina, koje su nužne čovjeku.

## Vrste mesa po podrijetlu

### Govedina
1. vratina
2. hrskavi zapećak
3. rebra
4. pržolica (ramstek)
5. hrbat (rozbif)
6. hrbat (rozbif)
7. pisana pečenka (biftek, teleća pisanica)
8. rebra, mekana (srednja) rebra, potrbušina
9. masna potrbušina, slabina
10. rame (ribica), plećka (lopatica)
11. but
12. vrh kuka
13. zdjelica
14. stražnja goljenica

### Svinjetina
Za razliku od govedine, svinja je vrlo korisna životinja, jer se za prehranu rabi gotovo cijela. Neke religije brane jedenje svinjetine.
1. glava
2. prsni vršci
3. leđa (leđna slanina)
4. vrat ili vratina
5. prsa
6. kare i rebra
7. poleđina
8. file (svinjska pisanica, lungić)
9. prsa s potrbušinom
10. potrbušina
11. plećka ili lopatica
12. svinjski but (s orahom i salom)
13. koljenica
14. papci
15. rep

## Toplinska obrada mesa
Odabir toplinske obrade mesa ovisi o tome priprema li se meso u komadu ili se sirovo reže na obroke i tek tada priprema.

### Priprema velikih mesnih jela

#### Kuhanje
Kuhanje (franc. bouillir) obrada je mesa, kojom se meso omekšava prenošenjem topline na meso putem kipuće vode, radi lakšeg žvakanja i daljnje probave. Trajanje kuhanja ovisi o vrsti mesa (perad se kuha brže od govedine). S obzirom na to da kuhanje može trajati više sati, kuhanje se ubrzava primjenom Papinovog lonca (također se rabi za kuhanje na velikim nadmorskim visinama). Kuhanje je prikladno za govedinu, teletinu, svinjetinu, ovčetinu, perad. Od mesa, kostiju i goveđeg repa, obično se kuha i temeljac za juhe i druga jela.
Kuhana je govedina u Hrvatskoj specijalitet, a najpogodniji komadi za kuhanje su vanjski but, koljenica, goveđa prsa, lopatica i dopržolica.

#### Pirjanje
Kuhanje na pari (braiser) zovemo pirjanje ili dinstanje (oba su pojma regionalizmi, tur. püryan -> pirjati, njem. Dunst -> dinstati). Pirjanje je prikladno za tamna i svijetla mesa, a prethodnim salamurenjem meso omekšava i postaje ukusnije.

#### Pečenje
Pečenje (rôtir) obrada je mesa kojom se meso zagrijava bilo toplim zrakom (temperatura je u početku 250 °C, a kasnije se smanji na 120 °C), ili kontaktom mesa i ploče (ili rešetki) na kojima se meso nalazi. Pečeno meso odlikuje se boljim okusom od kuhanog, no nije tako mekano. Prikladno je za tamna i svijetla mesa. Mesu se tijekom pečenja ne dodaje tekućina, a nakon pečenja prije rezanja mora odstajati barem 15 minuta.
Pečenje u pećnici (franc. au four); prikladno je za tamna mesa, divljač i pernatu divljač
Pečenje na ražnju (franc. à la brochet); prikladno je za svijetla mesa poput telećih prsa, telećih mišića, dijelova telećeg buta.

### Priprema malih mesnih jela

#### Pečenje u masnoći
Pečenje u masnoći (frire) prikladno je za svijetla i tamna mesa, iznutrice, odreske, filee, kotlete, pržolice, perad, mozak, žlijezde.

#### Prženje
Prženje je obrada mesa u većoj količini vrućeg ulja ili masti. Meso se mora mora pržiti u dovoljno velikoj tavi kako se temperatura prženja ne bi naglo smanjila i meso pustilo sok, te se počelo kuhati. Poprživanje mora trajati što kraće kako bi meso u sredini ostalo ružičasto.
Prženje u tavi (sauter) prikladno je za tamna mesa poput chateaubrianda, bifteka, T-bone steaka, pržolice.
Prženje na roštilju (griller) prikladno je za svijetla mesa poput kotleta, oraščića, mljevenog mesa, dijelova peradi.
Popržavanje prevrtanjem (à la minute) prikladno je za tamna i svijetla mesa, iznutrice.

#### Pirjanje
Smeđe pirjanje (braiser) prikladno je za tamna i svijetla mesa, ragu, sotirano pile.
Svijetlo pirjanje (poêler) prikladno je za svijetla mesa poput piletine, janjetine, teletine.
Naravno pirjanje (braiser naturel) prikladno je za tamna mesa (gulaš i mesna jela u umaku) i svijetla mesa (frikase od teletine i peradi)
Dokuhavanje (pocher) prikladno je za iznutrice, svijetla i nježna mesa.
Kuhanje (bouillir) prikladno je za iznutrice, svijetla i tamna mesa.

## Vanjske poveznice
- Meso Hrvatska tehnička enciklopedija, portal hrvatske tehničke baštine. LZMK